# Marta Franceschini
Marta Franceschini (Bologna, 1959) è una scrittrice e giornalista italiana.
Ha vissuto in Gran Bretagna, Stati Uniti e India, dove ha svolto l'attività di corrispondente free-lance per diverse riviste italiane.
Il suo primo romanzo, La discesa della paura, ha vinto l'edizione 2001 del Festival del Primo Romanzo di Cuneo, ed è stato tradotto in tedesco dalla Goldmann Verlag.
Nel 2005 ha pubblicato il racconto Voli senza rete nel volume L'immaginazione al podere. Che cosa resta delle eresie psichedeliche, curato da Antonio Castronuovo e Walter Catalano, e pubblicato da Stampa Alternativa.
Nel 2006 ha curato i testi dello spettacolo teatrale La donna imperfetta (regia di Tita Ruggeri) e, nel 2007, del documentario Ero nato per volare (regia di Enza Negroni) per il Museo della Memoria di Bologna.

## Opere
- La discesa della paura, romanzo (Sellerio, 2000).
- Sangue del mio sangue, romanzo (Marlin, 2006).
- La valigia di Agafia, romanzo (Marlin, 2008).
- Laura Bassi. Minerva bolognese, illustrato (Bononia University Press, 2011).
- La rivolta, racconto illustrato per ragazzi (Cicogna, 2012).